# برانریت
برانریت  (به انگلیسی: Brannerite) با فرمول شیمیایی (UCaThY) (TiFe)2 O6 از مجموعه کانی هاست و رادیواکتیویته قوی دارد. از نام زمین‌شناس آمریکائی برانر O.Branner اخذ شده‌است. محلول در HNO3 , H2SO۴ متغیر UO۲:۶۲٫۸۳٪  TiO۲:۳۷٫۱۷٪  (خالصUTi2O۶)  از نظر شکل بلور: منشوری - هم شکل، رنگ: سیاه، شفافیت: نیمه کدر- کدر(اپاک)، شکستگی: صدفی - نامنظم، جلا: نیمه فلزی - الماسی - چرب، رخ: نامشخص، سیستم تبلور: مونوکلینیک و در رده‌بندی اکسید است همچنین خاصیت مغناطیسی متوسط و منشأ تشکیل آن ماگمایی - پگماتیتی - آبرفتی است.
همایند کانی‌شناسی (پارانژ) آن سختی و واکنش‌های شیمیائیآلانیت- ایلمنیت- فلدسپات- آپاتیت- زیرکن و غیره است.
، از نظر ژیزمان بلوری - پسودومرف کمیاب است و بیشتر در اسپانیا، مراکش، آمریکا، کانادا، استرالیا، آفریقای جنوبی یافت می‌شود.

## منبع
- پردیس کشاورزی ایران